# ميلبورن سميث
ميلبورن سميث (بالإنجليزية: Milburn Smith)‏ هو مدرب كرة سلة أمريكي، ولد في 1912، وتوفي في 29 نوفمبر 1994 في واكو في الولايات المتحدة.